# Médiation

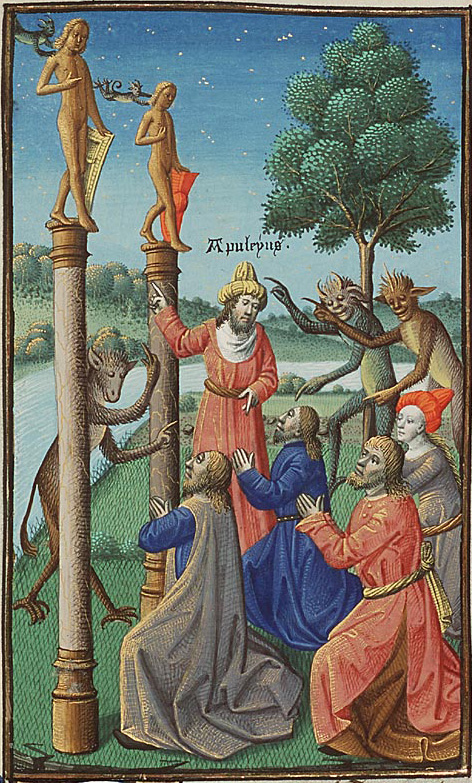
Apulée conseillant le recours à des démons comme médiateurs entre les hommes et les dieux.

La médiation est une pratique ou une discipline qui vise à définir l'intervention d'un tiers pour faciliter la circulation d'informations, éclaircir ou rétablir des relations. Ce tiers neutre, indépendant et impartial, est appelé médiateur. La définition de cette activité varie selon les contextes d'application. Néanmoins, des constantes existent à chaque fois qu'un tiers intervient pour faciliter une relation ou la compréhension d'une situation et des éléments de pédagogie et de qualité relationnelle se retrouvent dans les pratiques de la médiation.
Un débat sur la définition de la médiation et de ses objectifs est animé par les courants d'influence qui habituellement interviennent dans le champ des conflits et de la « qualité de vie interpersonnelle » : religion et idéologie, juridique et réglementation, psychologie et psychothérapie, et philosophie et approche rationnelle de la médiation et des conflits généraux.

## Définition juridique en droit français
La conception juridique de la médiation conduit à la considérer comme "À l'origine totalement dans le champ conventionnel". De ce point de vue, "la médiation appartient désormais à un cadre de nature juridique, qui amène à parler de « médiation juridicisée », même lorsque le processus de résolution des litiges a lieu en dehors d'un procès civil." Alors que considérée sur le plan professionnel, la médiation est une pratique qui facilite le rétablissement de la qualité relationnelle. Ces points de vue sont très différents, le juridique tend à conduire les personnes à se conformer à une représentation, tandis que la médiation professionnelle accompagne la libre décision.

### Avant 2015
En 1995, le législateur a encadré la conciliation et la médiation judiciaire mais n'en a proposé aucune définition.
En France, une ordonnance no 2011-1540 du 16 novembre 2011 a été prise en application de la loi du 17 mai 2011 de simplification et d'amélioration de la qualité du droit. Elle porte transposition de la directive (no 2008/52/CE) du Parlement européen et du Conseil du 21 mai 2008 sur certains aspects de la médiation en matière civile et commerciale. Elle est accompagnée d'un rapport explicatif.
Un décret du 20 janvier 2012 sur la résolution amiable des différends, définit la médiation comme :

« tout processus structuré, par lequel deux ou plusieurs parties tentent de parvenir à un accord, en dehors de toute procédure judiciaire en vue de la résolution amiable de leurs différends avec l’aide d’un tiers choisi par elles et qui accomplit sa mission avec impartialité, compétence et diligence. »

### Depuis 2015
Le décret no 2015-282 du 11 mars 2015 relatif à la simplification de la procédure civile à la communication électronique et à la résolution amiable des différends impose aux parties et à leurs conseils respectifs, d'observer une phase préalable de rapprochement amiable avant tout litige. Cette obligation se traduit par une mention de la tentative de rapprochement amiable, dans les actes introductifs d’instance des « diligences entreprises en vue de parvenir à une résolution amiable du litige ». À défaut de mention et « sauf justification d'un motif légitime » tenant à l'urgence ou si l’ordre public est en jeu, le juge peut proposer une médiation ou une conciliation. Sous ces réserves, l’absence de « mention » ne donne pas lieu à sanction ; les parties étant libres d'opter ou non pour la voie amiable autant que du choix de celle-ci, elles n'auront pas à se justifier, une formule sibylline de non recours ou d'échec de la voie amiable pourra suffire.
En pratique, la médiation est le plus souvent proposée, sa supériorité tient essentiellement au fait que le médiateur favorise l’émergence de problématiques et de solutions communes venant des personnes elles-mêmes, sans chercher à résoudre le conflit à leur place ni les forcer à un accord (contrairement à la conciliation).
En France, le code de la consommation (article L. 152-1, et suivants, ordonnance 2015-1033 du 20 août 2015) pose le principe de la « médiation de la consommation », et met en place la Commission d’évaluation et de contrôle de la médiation de la consommation.
Ces dispositions transposent la directive 2013/11/UE du 21 mai 2013.
Un « droit à la médiation » est ainsi donné aux consommateurs : « tout consommateur a le droit de recourir gratuitement à un médiateur de la consommation en vue de la résolution amiable du litige qui l’oppose à un professionnel. À cet effet, le professionnel garantit au consommateur le recours effectif à un dispositif de médiation de la consommation », selon le nouvel article L. 152-1 du code de la consommation.
La médiation des litiges de consommation est définie comme un processus de médiation conventionnelle, tel que défini à l'article 21 de la loi no 95-125 du 8 février 1995 relative à l'organisation des juridictions et de la procédure civile, pénale et administrative ou un autre processus de médiation conventionnelle prévu par la loi.
Cette mission de médiation est accomplie par un médiateur de la consommation, qui relève du privé, par différenciation avec les médiateurs publics. Les médiateurs de la consommation sont supervisés par une commission d'évaluation et de contrôle de la médiation. Ils déploient des sites internet dédiés à la résolution des litiges : « tout médiateur de la consommation met en place un site internet consacré à la médiation et fournissant un accès direct aux informations relatives au processus de médiation. Ce site permet aux consommateurs de déposer en ligne une demande de médiation accompagnée des documents justificatifs ». Par exemple : le site de la médiation des communications électroniques.

### Définition et champ juridiques
« La médiation […] s'entend de tout processus structuré, quelle qu'en soit la dénomination, par lequel deux ou plusieurs parties tentent de parvenir à un accord en vue de la résolution amiable de leurs différends, avec l'aide d'un tiers, le médiateur, choisi par elles ou désigné, avec leur accord, par le juge saisi du litige. »

Avec une telle définition, la médiation fortement encadrée juridiquement (« juridicisée ») inclut des formes variées de règlement amiable pas nécessairement prévues par les textes officiels : médiation judiciaire ou conventionnelle, voire les systèmes de médiation dépendants de services publics ou privés, et dans certains cas, l'intervention de conciliateur de justice. Leur inclusion dans la champ de la définition juridique de la médiation est toutefois sujet à controverse.
Cette définition offre une grande souplesse dans la mise en œuvre du processus de médiation. En pratique, on aura à des techniques d'entretien, pouvant s'inspirer notamment et dans certains cas, de méthodes anglo-saxonnes ayant fait leur preuve, la négociation raisonnée « gagnant-gagnant » ou de l'entretien motivationnel : la médiation est d'abord une posture. Le médiateur, garant du cadre et de la liberté d'expression des personnes, sera alors un élément essentiel de la confiance nécessaire à la réussite de la médiation.
Le processus est rapide et rythmé (un à trois mois), les entretiens (1h30 en moyenne) étant à intervalles réguliers, rapprochés et strictement confidentiels (échanges, propos, documents, etc.). Il se déroule généralement en trois étapes :
- en amont, diagnostic de la situation de travail par le médiateur (analyse documentaire, sous l’angle individuel et collectif) : le conflit étant souvent le symptôme de problématiques managériales et/ou organisationnelles, la médiation ne doit pas reposer uniquement sur l’évolution comportementale des acteurs ;
- entretiens individuels : qui visent à informer sur la médiation, à vérifier l’adhésion des parties et à faciliter le récit individuel du vécu de chacun ;
- entretiens collectifs : orientés vers le récit collectif de la situation de travail, l’expression des positions et griefs, la recherche des intérêts sous-jacents et l’émergence de solutions consensuelles durables, dans le sens d’une efficacité individuelle et commune, etc.[17]

De nombreux organismes de médiation utilisent, depuis 2019, une nouvelle définition de la médiation : «la médiation est un processus structuré, volontaire et coopératif de prévention et de résolution amiable des différends qui repose sur la responsabilité et l’autonomie des participants. Initiée par les intéressés eux-mêmes, leurs conseils, les représentants d’une organisation ou un magistrat, la médiation fait intervenir un médiateur dûment formé, tiers indépendant, neutre et impartial.
Facilitateur de communication, sans pouvoir de décision, ni rôle d’expertise technique ou de conseil, le médiateur favorise le dialogue et la relation, notamment par des entretiens et rencontres confidentiels.»

## Définition en sciences de l’information et de la communication
Selon la professeure Ghislaine Azémard, en sciences de l'information et de la communication, la médiation peut se définir comme « un procédé de communication et de transmission qui utilise un ou plusieurs intermédiaires, qui peuvent être de nature différente. La médiation permet de rendre accessibles des informations par différents processus de codage-décodage ». On distingue généralement dans ce domaine quatre types de médiations : pédagogique, culturelle, la médiation scientifique et territoriale. La médiation peut avoir pour intermédiaire un média, on parle alors de médiatisation.
En muséologie, le Conseil international des musées définit la médiation comme « l'action visant à réconcilier ou mettre d'accord deux ou plusieurs parties et, dans le cadre du musée, le public du musée avec ce qui lui est donné à voir ; synonyme possible : intercession. » ; elle est voisine des notions de communication, animation et interprétation.

## Étymologie et origine du mot
En bas latin, le mediator est un médiateur, un intercesseur, un entremetteur,. Le nom latin mediator est formé sur l’adjectif latin medius, qui signifie « qui est au milieu, central ».
Le mot « médiation » a donné "médié" qui a signifié "coupé par le milieu".

## Médiation et modes alternatifs
Selon la catégorisation anglo-saxonne, la médiation fait partie des modes alternatifs de résolution des conflits. Parfois assimilée à une procédure, lorsqu'elle est prévue par des textes législatifs, elle est néanmoins unanimement considérée comme devant respecter un processus spécifique d'accompagnement. Elle implique l'intervention d'un tiers neutre, impartial et indépendant, le médiateur, lequel est un intermédiaire dans les relations. Avec la définition et les techniques de la médiation, la médiation des conflits instrumente la qualité relationnelle et de communication. Selon le Chambre professionnelle de la médiation et de la négociation, la médiation est le seul moyen assisté par un tiers qui promeut la liberté de décision des protagonistes d'un conflit.
Tandis que des pratiques de la médiation institutionnelle consistent dans la prise en charge de différend, sous forme de traitement d'un dossier, les professionnels tendent à mettre en évidence que la médiation est le seul processus de règlement des différends à avoir pour conséquence de laisser les parties seules décisionnaires de l'accord qui résultera de leur discussion animée par le médiateur. Elle consiste à étendre l'exercice de la liberté contractuelle et relationnelle au-delà des conflits,.
Des médiateurs privés indépendants ont défini en 2001, en créant le premier syndicat des médiateurs professionnels, la CPMN, les pourtours d'une médiation professionnelle appliquée en résolution des conflits. Ils développent le concept de la médiation comme une discipline à part entière, avec une identification claire d'un conflit judiciarisable, avec ses trois invariants :
- l'élément juridique
- l'élément technique
- l'élément émotionnel.

Développée par l'École Professionnelle de la Médiation et de la Négociation, la médiation professionnelle promeut la qualité relationnelle et propose un processus structuré visant la résolution des conflits.

## Médiation et système judiciaire
La médiation conventionnelle a fait son apparition en France dès le début des années 1980 tout d'abord dans les associations spontanées de soutien de la parentalité. Dans la démarche de médiation dite conventionnelle, la médiation est librement et spontanément choisie par les parties qui effectuent elles-mêmes le choix du tiers médiateur.
La médiation judiciaire a été instaurée en France par la loi du 8 février 1995 et le décret du 22 juillet 1996, codifiés aux articles 131-1 et suivants du code de procédure civile. Cette forme de médiation s'inscrit dans le cours d'une procédure judiciaire. Elle est ordonnée par le juge, sous réserve de l'acceptation des parties. Puis le juge désigne et mandate le médiateur. Il convient d'observer que le juge est en position de forte incitation[réf. nécessaire]. Dans le cas d'acceptation en cours de procédure, le juge rend une ordonnance de médiation. La durée initiale de la médiation ne peut excéder trois mois. Cette mission peut être renouvelée une fois, pour une même durée, à la demande du médiateur, du juge ou des parties.
En Suisse, la médiation judiciaire a été introduite par les codes de procédures unifiés entrés en vigueur au début 2011,. Un accord de médiation, une fois ratifié/homologué par un juge de 1re instance, a valeur de jugement.
Le Parlement européen a adopté, le 23 avril 2008, une directive portant « sur certains aspects de la médiation civile et commerciale ». Cette directive a pour objectif de faciliter l'accès aux modes alternatifs de règlement des conflits en encourageant le recours à la médiation. Elle y est définie comme « un processus structuré dans lequel deux ou plusieurs parties à un litige tentent, volontairement, de parvenir à un accord sur la résolution d'un litige avec l'aide d'un médiateur. Ce processus peut être engagé par les parties, suggéré ou ordonné par une juridiction ou prescrit par le droit d'un État membre ».

## Différences avec les pratiques connexes
En bref, le médiateur favorise l'émergence d'une solution commune, le conciliateur fait des propositions selon son cadre de référence ou celui qu'il considère être celui des parties en conflits, le négociateur représente l'une des parties, l'arbitre ou juge rend une décision qui impose une solution.
Concernant certains modes de régulation très voisins, à l’image de la médiation et de la conciliation, il est nécessaire, au-delà de leurs distinctions, d’intégrer les dimensions individuelles du tiers dans la mesure où ce dernier peut se montrer plus ou moins interventionniste et/ou s’appuyer sur le registre juridique, renforçant ainsi le caractère ténu des différenciations usuelles.

### Médiation et négociation
La différence entre médiation et négociation est simple : le négociateur est de parti pris. Il représente les intérêts d'une partie. Ceci implique que le négociateur va chercher à aboutir à une solution donnant satisfaction à la partie qu'il représente. Le médiateur n'est d'aucun parti pris. Il accompagne la réflexion des deux parties en leur permettant de trouver un accord. Cet accord est défini de plusieurs manières, soit en s'inspirant des approches de négociation gagnant-gagnant, ou selon les principes de la négociation contributive, soit, comme indiqué plus haut le plus satisfaisant possible, voire le moins insatisfaisant possible entre les parties.

### Médiation et conciliation
La pratique de la conciliation est similaire à celle de la médiation, mais la médiation professionnelle se distingue sous plusieurs aspects.
La différence la plus évidente est que le conciliateur est un bénévole, qui prend ses missions sous la tutelle d'une autorité (judiciaire ou gouvernementale), tandis que le médiateur tend à être indépendant : il est entré dans le fonctionnement judiciaire que la conciliation est d'un recours gratuit, parce que réalisée par des magistrats ou des bénévoles ; la médiation professionnelle, quant à elle, est payée par les parties.
Médiation et conciliation entendent aussi différemment le rôle du tiers : le tiers médiateur aide les parties dans leur réflexion et leur décision, il fait émerger les décisions des parties ; le tiers conciliateur propose lui-même des solutions aux parties. La médiation professionnelle se veut discipline de la qualité relationnelle et de la résolution des différends.
Cette distinction se ramène à la distinction entre deux points de départ: le conflit entre deux parties, et le litige, qui est la traduction juridique du conflit. La médiation s'intéresse au conflit et la conciliation s'intéresse au litige. Dans le litige, les faits doivent être qualifiés en droit, dans la médiation les faits en tant que tels importent moins que la façon dont ils ont été compris, vécus, ressentis.
La confusion entre les rôles de médiateur et de conciliateur est cependant répandue, comme des titres d'ouvrages en témoignent. Médiation et conciliation conventionnelles sont proches et leur régime pourrait être fusionné. La conciliation est à ce titre incluse dans la définition juridique de la médiation.

### Médiation et arbitrage
La différence entre la médiation et l'arbitrage réside dans le fait que l'arbitre rend une décision qui s'impose aux parties qui ont choisi l'arbitrage. Une pratique encore marginale s'est développée notamment aux États-Unis, dans le cadre des ADR (Alternatives Disputes Resolution), combinant l'intervention d'un médiateur qui, s'il ne parvient pas à faire émerger une solution peut devenir arbitre, par convention préalable avec les parties ou avec l'accord des parties auxquelles il le propose ou qui le lui demande. Ce procédé est alors nommé med-arb. Dans de nombreux règlements d’arbitrage, notamment celui de la Cour internationale d’arbitrage de la chambre de commerce internationale (CCI), les parties peuvent recourir à une procédure de médiation ou de conciliation préalablement à l’arbitrage.

### Médiation et droit collaboratif
En tant qu'alternatives non litigieuses pour la résolution des conflits, les deux processus ont plusieurs points en commun. Il s'agit notamment de faire émerger des solutions créatives qui conviennent à toutes les parties.
Tant en médiation qu'en droit collaboratif, les clients ont un rôle actif et s'engagent à une communication respectueuse, dans un cadre confidentiel. Dans les deux cas encore, l'aspect relationnel est pris en considération.
En droit collaboratif, pourtant, l'avocat représente son client : il lui prodigue des conseils juridiques et l'assiste dans une négociation. Le tiers dans ce cas n'est pas neutre même s'il doit veiller à la satisfaction mutuelle des intérêts et des besoins sans parti-pris.

## Conceptions de la personne et pratiques de la médiation
S'agissant de la résolution des conflits interpersonnels, la médiation est inévitablement influencée aujourd'hui par les différentes conceptions de la personne. Ces courants d'influence peuvent donner l'impression que, contrairement à la thèse ci-dessus, la médiation aurait une Histoire. Mais en fait, il est clair que la médiation, en tant que pratique visant l'accompagnement de la résolution de différend, n'a pu émerger qu'avec la reconnaissance de la personne en tant que telle.
Ainsi, la médiation est associée à la manière de concevoir les relations interpersonnelles, voire l'origine de l'Homme, de ses maux et de son autonomie potentielle pour résoudre ses conflits. Les médiateurs professionnels ont ainsi identifié les quatre courants de pensée qui interfèrent sur les définitions et les pratiques de résolution de conflit par l'intervention d'un tiers :
- juridique - avec la réparation d'un préjudice ou la reconnaissance d'une responsabilité considérée parfois comme coupable,
- religieux - avec le pardon d'une faute, d'un pêché,
- psychologique - avec la thérapie pour obtenir une guérison,
- rationnelle - avec l'apprentissage de nouveaux comportements face à un changement. Approche liée à la médiation professionnelle.

Toutefois, la conception que chacun peut avoir de la personne influence son action s'il est médiateur, selon les valeurs qui sont « au cœur » de ses propres croyances ou motivations. Elle interfère sur le processus (pour certains « procédure ») de médiation et, conséquemment, sur la solution qui vient conclure la médiation, de manière plus ou moins volontaire (de la part des parties) et durable.

## Éthique et déontologie en médiation
Les points communs des engagements des médiateurs résident dans le fait que la médiation doit s'exercer en toute indépendance. Le médiateur a une obligation de moyens non de résultats. Il doit se comporter de manière impartiale et neutre. Il s'engage sur la confidentialité des échanges et demande aux parties de s'y engager.
Les différences portent sur les références de l'exercice de la médiation, la transversalité des compétences, de l'éthique et de la déontologie qui découlent de l'exercice de la médiation. La CPMN est l'organisation qui a élaboré le premier code d'éthique et de déontologie de la profession, le CODEOME, lequel a inspiré la plupart des autres organisations[réf. nécessaire]. Aussi, la CPMN est la première organisation à promouvoir le droit à la médiation, comme un droit constitutionnel de même nature que le droit à l'éducation.
Les différents intervenants en médiation ont élaboré des chartes. Certaines, généralement inspirées du Réseau des médiateurs en entreprise (RME) ou de l'association Amély (créée par Jean-Pierre Bonafé-Schmitt, se réfèrent au droit.
Les médiateurs familiaux, organisés notamment au sein de l'Association pour la médiation familiale (APMF) se réfèrent au droit et à la psychologie.
Début 2009, des associations de médiation (certaines créées à l'initiative du barreau de avocats de Paris, telles la FNCM ou l'AME, d'autres telles l'Association pour la médiation familiale (APMF), le RME, la Fédération nationale de la médiation familiale (FENAMEF) ont choisi de se regrouper et d'adopter un code de déontologie.

## Clause de médiation
La clause de médiation peut être introduite dans tous les contrats. La jurisprudence admet la validité des clauses de médiation. Mais sans pour autant contraindre les parties à se mettre d'accord ni à transiger. Les clauses de médiation stipulent que les parties signataires envisagent avant tout recours à une procédure judiciaire de faire appel à un médiateur ou à la médiation par le recours à un tiers, tel un expert, qui aura pour mission de les aider à trouver une solution réciproquement acceptable. Cette obligation contractuelle doit être respectueuse des dispositions relatives aux clauses abusives.
Le médiateur peut-être envisagé dans cette clause en tant que personne physique ou personne morale (telle une société, une association, une chambre de commerce, une chambre syndicale), nommée dans le contrat.
Cette clause peut a fortiori être introduite dans un accord de médiation, prévoyant ainsi le cas où les parties auraient des difficultés à respecter l'accord (qui est alors un nouveau contrat), notamment dans les circonstances de changement de situation.
La notion de nouveau contrat implique que les parties considèrent leur conflit comme apuré et qu'elles partent sur de nouvelles bases, ce qui ne se produit pas dans le cas de la judiciarisation de l'accord. En effet, la judiciarisation introduit l'élément de méfiance entre les parties qui présupposeraient qu'il convient d'avoir recours à l'arbitrage dans le cas d'un nouveau conflit malgré la médiation.
En France, la loi proposée par le sénateur Laurent Béteille, prévoit la mise en place de la procédure de droit collaboratif et tend à restreindre l'accès à la médiation.

## Accord de médiation
Dans les situations conflictuelles, la médiation nécessite le libre consentement et la capacité de décider. Elle vise un accord durable fondé sur l'engagement et la qualité relationnelle.
La qualité et la pérennité de l'accord est classiquement l'équilibre de satisfaction quant à la solution. L'accord se fonde sur l'effort sincère de reconnaissance à la fois des personnes et des intérêts respectifs, comprenant l'anticipation des risques de ruptures de l'accord, des difficultés rencontrées pour son application, avec, parfois, la prévision d'un possible retour en médiation (clause compromissoire) ou, lorsque l'accord est juridiciarisé, l'inclusion de mesures contre celui qui romprait ce pacte.
Les parties peuvent choisir que l'accord ne soit pas juridiciarisé (soit écrit sous forme juridique) ou judiciarisé (soit homologué par un juge). L'accord peut rester sous seing privé. Néanmoins, écrit et signé par les parties, il n'en aura pas moins le caractère d'un contrat. Selon les cas, il pourra être question d'un simple compromis, d'un protocole d'accord, d'une transaction.

## Champ d'application

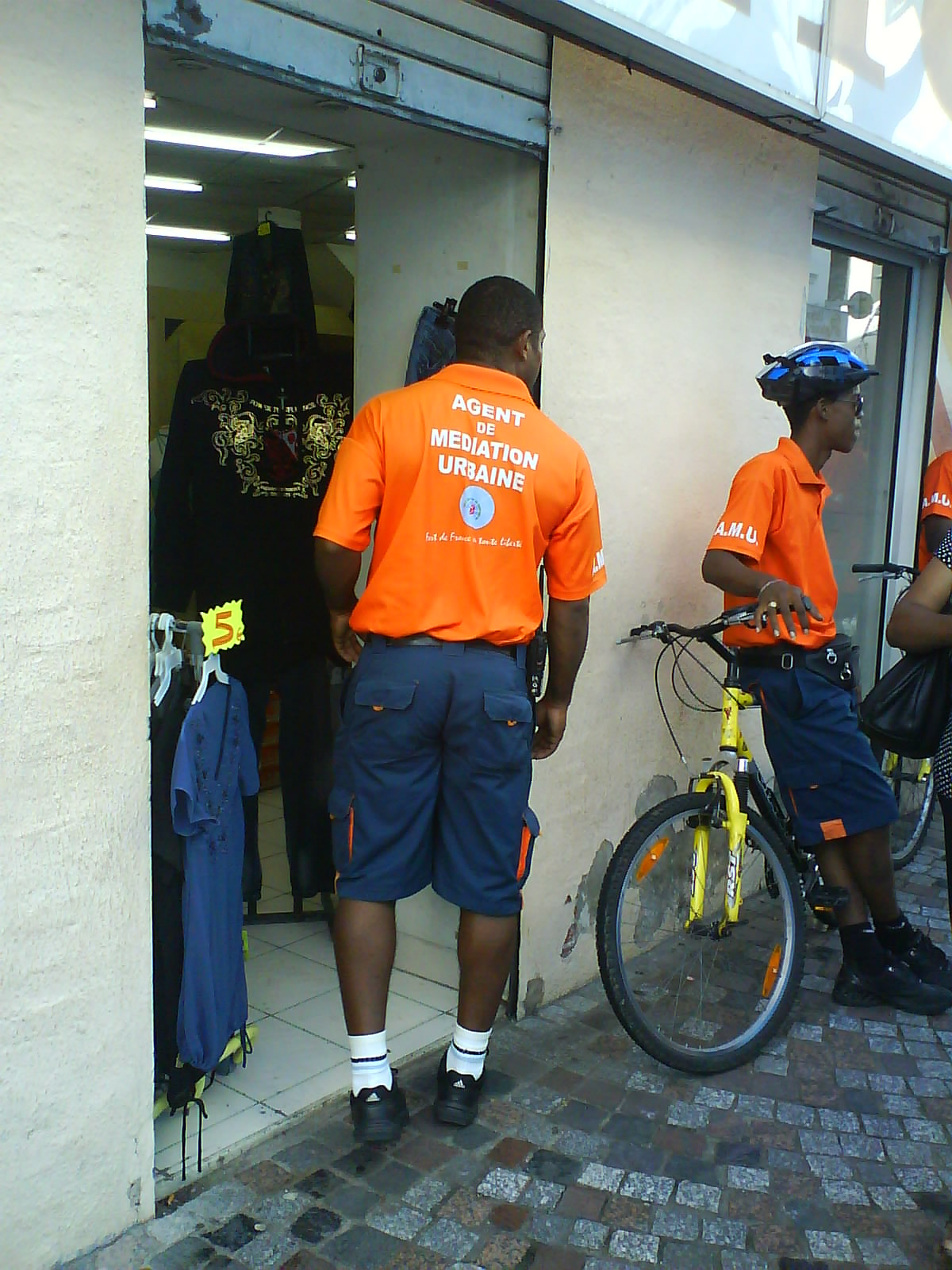
Agents de médiation urbaine à Fort-de-France en 2007.

L'étendue des champs d'application de la médiation est telle que l'on pourrait la voir se fondre et disparaître. Mais c'est précisément parce qu'elle présente la richesse d'une véritable discipline dans les ressources humaines, au côté, par exemple, de la sociologie, du management ou de l'Histoire qu'elle est repérable dans de nombreux domaines. Il est ainsi également possible de concevoir une approche médiation (ou médiale) d'une situation humaine, d'une œuvre (littéraire ou cinématographique).
Les médiateurs professionnels, généralistes, identifient plusieurs champs d'application. Il existe dans tous les courants de la médiation, dont certains (tels dans la médiation familiale où des associations ont demandé et obtenu un diplôme d'État et dans la médiation généralistes où les DU ou Master universitaires fleurissent), une identification commune des champs d'application :
- différends entre particuliers (personnes physiques ou / et personnes morales) en matière civile :
  - famille, séparation, patrimoine - on identifie ici notamment : médiation conjugale, médiation familiale, médiation patrimoniale...
  - scolarité
  - voisinage (médiation citoyenne)

- différends entre particuliers et personnes morales (médiation consumériste) :
  - consommation
  - construction
  - travaux

- différends dans les entreprises (médiation d'entreprise) :
  - relations internes
  - situation de souffrance relationnelle
  - harcèlement moral
  - rupture de contrat

- différends économiques inter-entreprises (médiation économique)
  - concurrence
  - marques
  - client / fournisseurs

- différends entre les services publics et leurs usagers (Ombudsman)[41]

- différends dans le domaine de l'environnement (médiation environnementale)
  - gestion des ressources naturelles
  - externalités
  - aménagements

D'une manière générale, la médiation s'applique partout où il y a transmission de savoir par un tiers neutre et indépendant, partout où une relation contractuelle a été établie.
Pierre-Yves Monette, ancien avocat, ex-Médiateur fédéral de Belgique (voir Collège des Médiateurs fédéraux), Conseiller honoraire au Cabinet de S. M. le Roi, a présenté en 2000, à Bamako, une réflexion sur les différentes médiations.

## Avantages
1. La médiation en appelle à la responsabilité personnelle et la liberté de consentement de chaque partie ;
2. les parties définissent les modalités de la médiation, avec le médiateur auquel elles confient la responsabilité de la garantie de son bon déroulement ;
3. elle s'adapte aux différents contextes ;
4. elle est un huis clos : un processus confidentiel auquel les parties et le médiateur s'engagent ;
5. elle est économique, en temps et en argent : moins coûteuse et aléatoire qu'un rapport de force ou une procédure judiciaire ;
6. elle s'inscrit dans la réalité relationnelle : prise en compte du caractère durable ou non durable des relations entre les parties ;
7. elle intègre la réflexion et la créativité de chacun, ouvre à un esprit de contribution pour la résolution des différends et des problèmes ;
8. elle a des avantages qui dépassent la situation en cause : permet d'examiner les aspects d'un différend et d'anticiper les risques inhérents à la mise en œuvre de l'accord ;
9. elle va de la qualité relationnelle à la négociation : intègre un processus créatif ;
10. elle peut conduire à la conclusion d'un accord ou d'un compromis ou d'un apaisement. Mais en pratique elle ne se révélera efficace que si les protagonistes ont une attente, même implicite, concernant le processus de médiation et entrevoir des intérêts partagés à poursuivre leur coopération…[43] ;
11. elle permet de créer ou recréer, le temps de la médiation, les conditions d’une communication plus sereine, voire plus efficace, permettant au moins de s’entendre, de se comprendre et/ou de « faire un état des lieux objectif » (relationnel et organisationnel) dans un climat d’écoute et de bienveillance mutuels[44] ;
12. en entreprise, elle favorise un diagnostic du conflit en démontrant l’intérêt vis-à-vis de la prévention du stress relationnel et de la qualité des relations de travail, élément clé de la prévention des risques psychosociaux et de l'amélioration de la Qualité de Vie au Travail[44] ;
13. la dégradation d’une situation relationnelle entre salariés étant souvent le symptôme d’un dysfonctionnement managérial et/ou organisationnel, la médiation quand elle est mise en place au sein d'une organisation, pourra être accompagnée de la réalisation d’un diagnostic qualitatif[43] ;
14. le médiateur doit présenter des garanties d'indépendance et de compétence professionnelles[45].

### Médiation déconseillée
La médiation serait déconseillée, selon Marinka Schillings, dans deux cas :
1. lorsque l’une des parties est de mauvaise foi, cherche uniquement à gagner du temps et des renseignements sur l’autre partie et n’a en réalité aucune intention de trouver une solution au litige dans le cas de la médiation ;
2. lorsque l’une des parties est psychiquement malade. Il arrive dans certains litiges, même inter-entreprises, qu’une partie développe une obsession maladive à l’encontre de l’autre partie, une sorte de tendance paranoïaque. Elle est alors incapable de comprendre le point de vue de l’autre partie, d’entendre un raisonnement autre que le sien. Dans un tel cas la médiation est vouée à l’échec.

Ces restrictions ne font pas l'unanimité. Dans la formation dispensée à l'école professionnelle de la médiation et de la négociation, liée à la Chambre professionnelle de la médiation et de la négociation (CPMN), la mauvaise foi est considérée comme un élément naturel du conflit et le médiateur n'est pas là pour juger des stratégies utilisées par les protagonistes, mais pour les aider à trouver une issue. Quant à la notion de « maladie psychique », le médiateur, s'il est professionnel de la médiation, intervient pour aider la relation, pas pour diagnostiquer les personnes.

## Disciplines connexes à la médiation
La médiation a été initialement définie par les médiateurs professionnels de la Chambre professionnelle de la médiation et de la négociation comme une discipline à part entière, liée à la philosophie, la rhétorique et à la pédagogie. Cependant, avec le développement des techniques et processus structurés permettant des interventions dans de multiples situations, un travail de définition de l'ingénierie relationnelle a conduit à repositionner la médiation dans le champ des pratiques.
L'Aïkido verbal est un exemple d'une approche à la résolution de conflit qui incorpore ces trois éléments dans sa pratique,. Mais ce n'est pas le cas pour tous les courants d'influence de la médiation. En effet, la médiation est définie par les autres associations comme une méthode pluridisciplinaire, prenant des éléments de psychologie, de sociologie, d'anthropologie de droit civil, droit pénal, de thérapie, d'approche confessionnelle, etc.

## Situation et organisation de la médiation en Suisse (plus particulièrement en Suisse romande)
Le nouveau Code de procédure suisse unifié institutionnalise depuis le début 2011 la médiation dans le domaine civil, pénal et du droit de la famille ; un accord de médiation, une fois ratifié/homologué par un juge de 1re instance, a valeur de jugement. Certains cantons, comme Fribourg, ont joué les précurseurs en prenant en charge les coûts de la procédure lorsque les parties peinent à les assumer.
Organisations de médiateurs en Suisse :
- l'Association Suisse pour la Médiation Familiale (ASMF) ;
- la Fédération Suisse des Associations de Médiation (FSM)[51], fondée en 2000 ;
- la Chambre Suisse de Médiation Commerciale (CSMC) ;
- le Groupement Pro Médiation (GPM), est une association suisse romande de promotion de la médiation, fondée à la fin des années 1990. Elle organise des conférences, des sensibilisations et des formations dans tous les domaines de la médiation et pour tous les publics (avocats, enseignants, public intéressé).

Formation à la médiation :
Il existe en Suisse un titre de "Médiateur FSM" pour les généralistes ainsi qu’un titre de "Médiateur familial ASMF". Ces titres requièrent souvent une formation complémentaire dispensée par ces mêmes organisations qui fixent des standards de qualité en matière de formation de base et continue, et des règles éthiques pour les professionnels de la branche.
Des formations plus spécialisées, par exemple en médiation pénale, en entreprise, complètent l’offre, mais ne sont pas forcément certifiantes.
Organismes de formation à la médiation :
- le Groupement Pro Médiation (GPM) offre une formation de dix-huit jours sur la prévention et gestion des conflits dans les organisations et dans l'environnement de celles-ci (partenaires, clients, fournisseurs) ;
- le CEFOC organise une formation à la médiation familiale ;
- l’Institut Universitaire Kurt Bosch, à Sion, antenne de l'université de Genève, propose une formation complète de niveau CAS ou DAS en médiation générale. Le certificat comme le diplôme obtenus sont les seuls automatiquement reconnus par la FSM et la FSA ( Fédération Suisse des Avocats).

## Organisations de médiateurs en France
- Chambre professionnelle de la médiation et de la négociation
- ViaMédiation
- Fédération nationale des centres de médiation (FNCM)
- Association nationale des médiateurs (ANM)
- Le médiateur national de l'énergie (MNE)

Les principales associations françaises se sont réunies dans un think tank ayant organisé les États Généraux de la Médiation, le 15 juin 2018, à l’Assemblée Nationale, en présence de plus de 300 médiateurs, magistrats et prescripteurs de médiation. Par la suite, le collectif s'est nommé Médiation21.

## Organisations de médiateurs en Belgique
- Créé en 1998 sous le nom de BBMC (Brussels Business Mediation Center), est le fruit d’une initiative de la chambre de commerce et d’industrie de Bruxelles et des deux ordres des Avocats de Bruxelles.

## Organisations de médiateurs au Grand-Duché du Luxembourg
- En 1997, afin de répondre à ces différents besoins, le Ministère et le Service National de la Jeunesse ont initié pour un groupe de quinze professionnels (juristes, psychologues, assistants sociaux, enseignants et éducateurs) une formation spécifique à la médiation. En 1998, un second groupe de quinze professionnels du secteur socio-éducatif a reçu sa formation de base en médiation.
- Ces formations ont eu un double impact : tout d’abord ces professionnels formés ont pu profiter des enseignements reçus pour augmenter leurs compétences professionnelles dans l’exercice de leurs fonctions, sans parler de l’apport personnel bien sûr, ensuite ces formations ont été à l’origine de ce que l’on pourrait appeler une « dynamique de la médiation » au Grand-Duché de Luxembourg. Dynamique qui va d’ailleurs mener à la création du « Centre de Médiation asbl»[52].
- L’Association luxembourgeoise de la médiation et des médiateurs agréés (ALMA) a été créée en 2005, pour regrouper les différents services de médiation qui existent au Grand-Duché et fédérer les médiateurs qui souhaitaient unir leurs efforts pour améliorer de façon constante la qualité du travail de médiation.

L’ALMA regroupe des médiateurs actifs dans les différents champs de la médiation : médiation familiale, pénale, commerciale, scolaire, médiation pour mineurs, de voisinage, etc.